# 巴纳莱克
巴纳莱克（法語：Bannalec，法語發音：[banalɛk]）是法国菲尼斯泰尔省的一个市镇，属于坎佩尔区。

## 地理
巴纳莱克（47°55'57"N, 3°41'49"W）面积77.51 平方千米，位于法国布列塔尼大區菲尼斯泰尔省，该省份为法国最西部的省份，位于布列塔尼半岛西部，北西南三面环大西洋，东临阿摩尔滨海省和莫尔比昂省。
与巴纳莱克接壤的市镇（或旧市镇、城区）包括：斯凯尔、梅拉克、蓬塔旺、贝隆河畔里耶克、罗斯波尔当、圣蒂里安、勒特雷武。

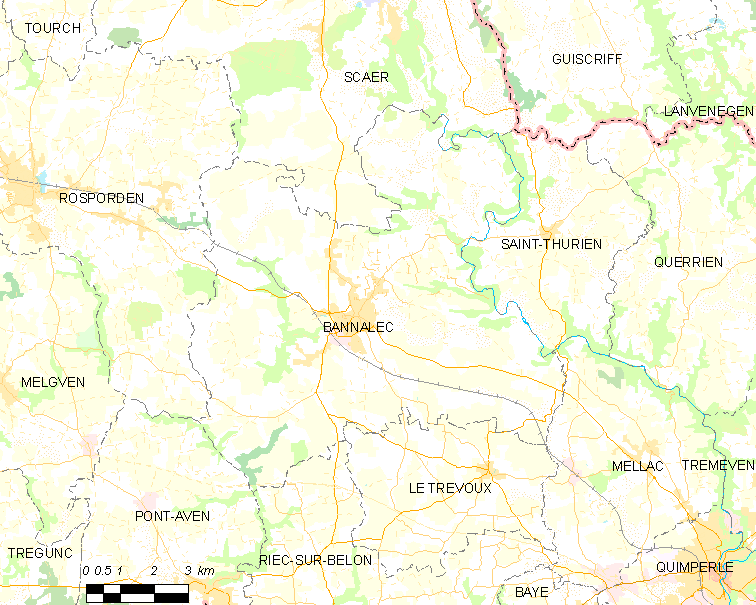
巴纳莱克的OSM定位图

巴纳莱克的时区为UTC+01:00、UTC+02:00（夏令时）。

## 行政
巴纳莱克的邮政编码为29380，INSEE市镇编码为29004。

## 政治
巴纳莱克所属的省级选区为滨海莫埃朗县。

## 人口

1962-2008年间巴纳莱克人口变化图示

巴纳莱克于2022年1月1日时的人口数量为5707人。